# Cneorane rufocoerulea
Cneorane rufocoerulea es un coleóptero de la familia Chrysomelidae.
Fue descrita científicamente en 1888 por Fairmaire.